# Fase G0

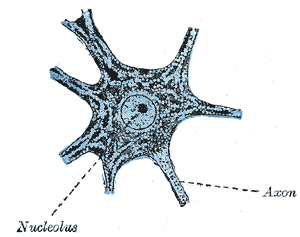
Um neurônio - Esta célula fica indefinidamente em G_{0}

A fase G0 (G-zero) é a fase do ciclo celular onde a célula permanece indefinidamente na interfase.   Geralmente, células altamente especializadas como as células nervosas, encontram-se em G0. Dependendo do tipo de célula, pode acontecer uma estimulação e o retorno do ciclo celular. Este tipo de fase acontece entre a citocinese anterior e a fase g1.